# Universitätsbibliothek Löwen

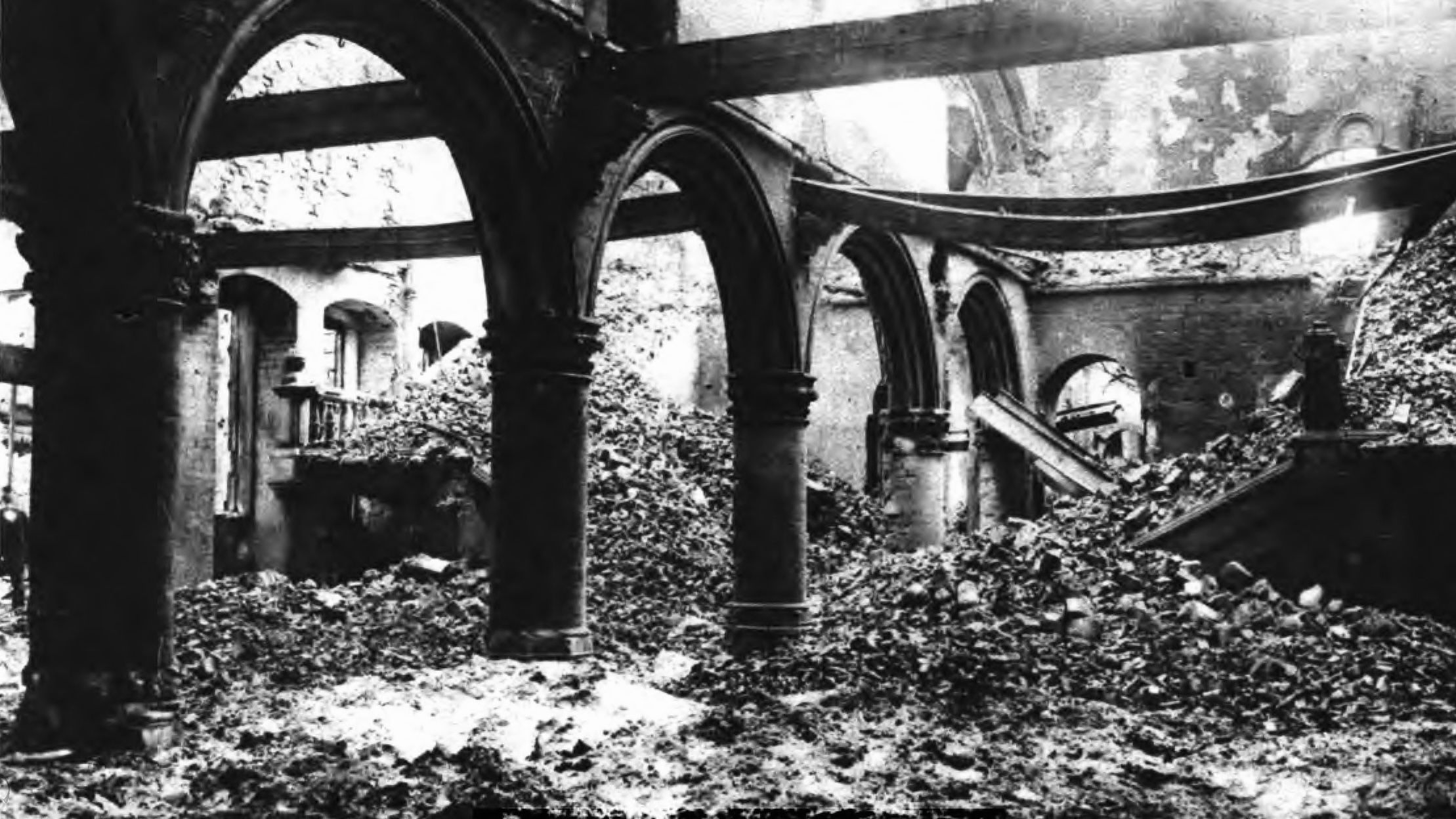
Die zerstörte Bibliothek im Ersten Weltkrieg

Die Universitätsbibliothek Löwen ist die Universitätsbibliothek der Katholieke Universiteit Leuven in Löwen (Belgien). Sie wurde sowohl während des Ersten als auch während des Zweiten Weltkriegs zerstört und danach jeweils wieder aufgebaut.

## Geschichte
Von der Gründung der Universität im Jahre 1425 an bis 1636 gab es keine Zentralbibliothek. Erst 1636 wurde eine solche in der ehemaligen Tuchhalle eingerichtet.
Im Ersten Weltkrieg wurde die Bibliothek in der Nacht vom 25. zum 26. August 1914 ein Raub der Flammen, als deutsche Truppen in der von ihnen am 19. August besetzten Stadt Löwen etwa ein Sechstel aller Gebäude niederbrannten. Auslöser dieser Zerstörungsaktion war, dass in der Stadt Schüsse fielen; diese wurden irregulären Heckenschützen zugeschrieben. Etwa 1000 Handschriften, 800 Inkunabeln und 300.000 Bücher verbrannten. Dieses Ereignis spielte in der Folge eine große Rolle in der Kriegspropaganda der Entente gegen die Mittelmächte. Deutschland wurde bezichtigt, nicht einmal unwiederbringliches Kulturgut unversehrt zu lassen („Ici finit la culture allemande“).

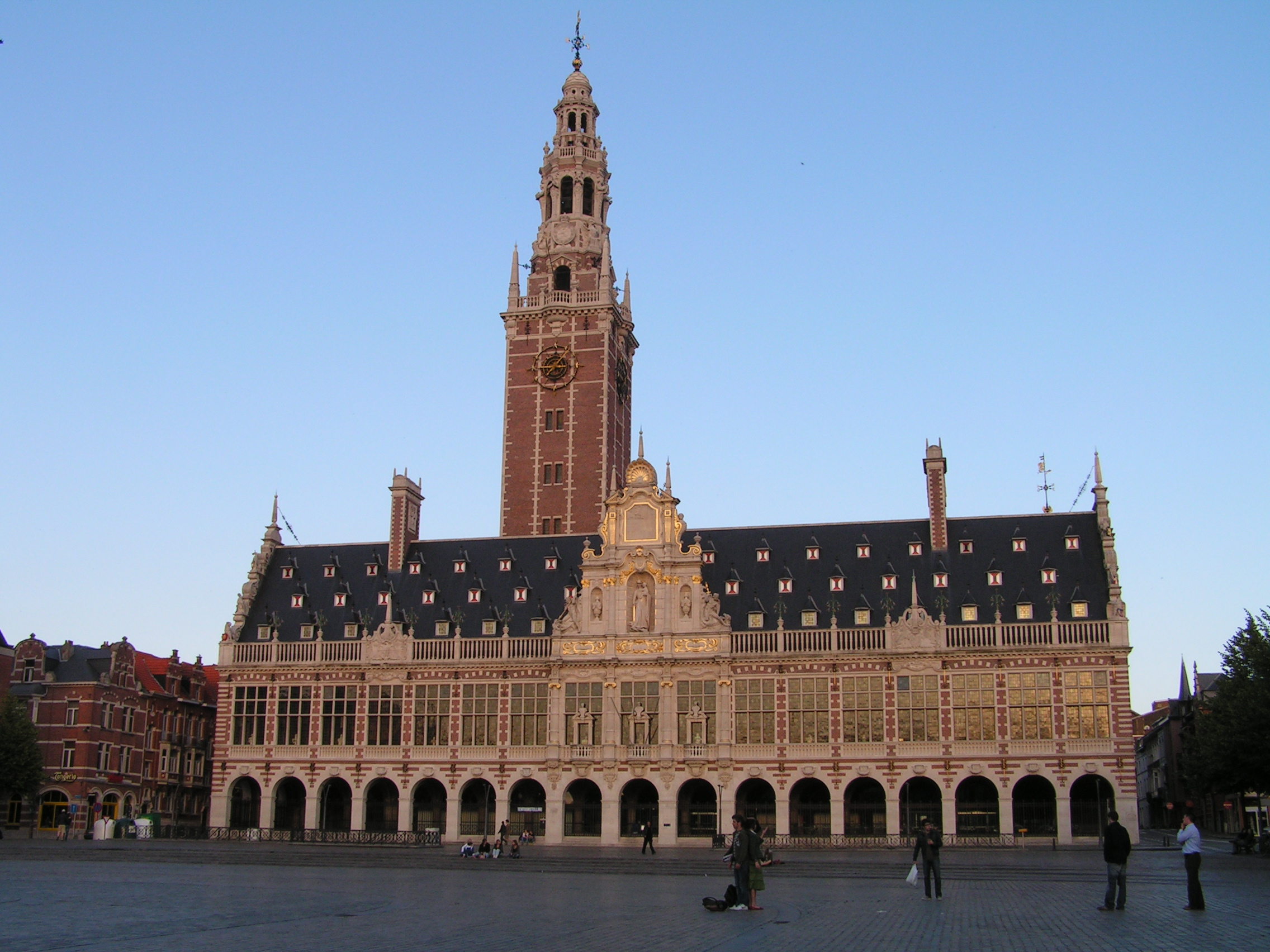
Die Universitätsbibliothek heute

Die Universitätsbibliothek wurde nach dem Ersten Weltkrieg 1921–1928 nach Plänen des amerikanischen Architekten Whitney Warren (1864–1943) im Stil der flämischen Renaissance und mit charakteristischem Glockenturm mit amerikanischer Finanzhilfe – Herbert Hoover hatte dabei eine besondere Rolle – wieder aufgebaut. Die Bibliothek wurde 1928 am amerikanischen Unabhängigkeitstag, dem 4. Juli, eröffnet.
Während des Zweiten Weltkriegs brannte die Bibliothek am 16. Mai 1940 erneut aus – diesmal beschuldigten sich die abziehenden Briten und die vorrückenden Truppen der Wehrmacht gegenseitig. 900.000 Bücher verbrannten. Nach dem Zweiten Weltkrieg wurde die Bibliothek erneut originalgetreu rekonstruiert und 1987 unter Denkmalschutz gestellt.
Die 1968 bis 1970 erfolgte Teilung der Universität Löwen in einen flämischen und einen französischsprachigen Teil und die damit einhergehende Umsiedelung des letzteren nach Louvain-la-Neuve in die Université catholique de Louvain betraf auch die Universitätsbibliothek. Die Aufteilung des Buchbestandes erfolgte überwiegend einvernehmlich; für den strittigen Teil erfolgte sie schließlich – einem zunächst scherzhaft gemeinten Einfall folgend – nach geraden und ungeraden Signaturen.

## Carillon
Im Turm der Universitätsbibliothek hängt ein Carillon, dessen Glocken ursprünglich, nämlich im Jahre 1928, vom britischen Unternehmen Gillett & Johnston (Croydon) gegossen wurden. Heute erklingen nur noch die größten vom Turm; die Diskantglocken wurden in den 1980er Jahren durch niederländische Glocken ersetzt. Die Tonfolge reicht von fis0-gis0-b0 chromatisch bis b5.